# Пирги
 Тази статия е за етруското селище.  За солунския квартал вижте Пиргите.  
Пирги (дн. Санта Севера) е древно етруско селище, антично пристанище в Централна Италия, разположено на 13 км северозападно от град Цере. Градът достига най-голям разцвет през VII век пр.н.е. В 384 г. пр.н.е. е разрушен от Дионис I от Сиракуза, а после изпада в зависимост от Цере, макар да не е ясно дали е служил само за негово пристанище – Алзиум е разположен на около 8 км на юг. По-късно римляните основават тук колония, която се споменава за първи път през 191 пр.н.е. Колонията осигурява риба за Рим и е предпочитано място за лятна почивка, също както и Пуникум (дн. Санта Маринела), разположен на 8 км на северозапад, където са намерени много останки от вили. И двете селища са разположени на крайбрежния път Виа Аурелия.
Името на Пирги е от гръцки произход. През 1957 г. започват археологически разкопки на района, намерени са различни съоръжения, сред които храм и свещен път между Пирги и Цере (дн. Черветери), както и останки от многоъгълните камъни на стените на града, направени от варовик и пясъчник. Стените са обхващали правоъгълна площ с около 200 м ширина и най-малко 220 м дължина. Северозападният край най-вероятно е разрушен от морето. Храмът на Левкотея (строителството е приписвано на пеласгите) е споменат от Страбон в неговата „География“:
| „                         | И Пирги има храм на Ейлетюя, основан от пеласгите; някога е бил богат, но е бил ограбен от Дионисий, тирания на сицилийците по време на неговата експедиция към Кюрнос. А от Пирги до Остия разстоянието е двеста и шестдесет стадия... | “ |
| Страбон. География кн.5-2 | |   |

През 1964 г. са открити и известните златни плочки от Пирги, с паралелен текст на етруски и финикийски, посветени на богинята Астарта, което доказва финикийско присъствие на територията на етруските.